# 陳信
陳信（1505年—？），字子行，浙江紹興府上虞縣人，匠籍，明朝政治人物。

## 生平
嘉靖二十二年（1543年）癸卯科浙江鄉試第三十七名舉人，二十三年（1544年）聯捷甲辰科會試第十五名，三甲第一百四十名進士。

## 家族
曾祖陳敬夫；祖父陳汝勉，貢士；父陳大練，母朱氏。具慶下。兄陳佐，弟陳任、陳伋、陳僖。